# Tuonela (album)
Tuonela è il quarto album della progressive death metal/folk metal band Amorphis. L'album prende il nome da Tuonela, il reame della morte nella mitologia finnica.

## Tracce
1. The Way – 4:35
2. Morning Star – 3:50
3. Nightfall – 3:52
4. Tuonela – 4:32
5. Greed – 4:17
6. Divinity – 4:56
7. Shining – 4:24
8. Withered – 5:44
9. Rusty Moon – 4:56
10. Summer's End – 5:37

## Formazione

### Gruppo
- Tomi Koivusaari – chitarra e sitar
- Esa Holopainen –  chitarra
- Olli-Pekka Laine  – basso
- Jan Rechberger  – batteria
- Pasi Koskinen – voce

### Altri musicisti
- Santeri Kallio  – tastiere
- Sakari Kukko  – sassofono ("Nightfall", "Tuonela"), flauto ("Rusty Moon")